# Blabia meinerti
Blabia meinerti là một loài bọ cánh cứng trong họ Cerambycidae.